# Bwin.party digital entertainment
Die bwin.party digital entertainment ist ein Anbieter von Sportwetten und Online-Spielen. Das Unternehmen ging im März 2011 aus dem Zusammenschluss der österreichischen bwin Interactive Entertainment AG (ehemals betandwin) und PartyGaming plc hervor. Angeboten werden Sportwetten, Poker, Casinospiele und Soft-Games.
Am 17. Juli 2015 kündigte der Konkurrent 888 Holdings zunächst an, bwin.party digital entertainment für 900 Millionen Pfund zu übernehmen. Am 4. September 2015 hingegen wurde bekannt, dass die GVC Holdings plc (heute Entain plc) sich in einem Bieterwettstreit mit ihrem Angebot über 1,1 Milliarden Pfund durchgesetzt hat.

## Unternehmensstruktur
bwin.party digital entertainment hat seinen Sitz auf Malta und ist an der London Stock Exchange notiert. Bwin ist nach dem Zusammenschluss mit Party Gaming 2011 eine Marke des Tochterunternehmens ElektraWorks und bietet täglich etwa 30.000 Sportwetten in 90 Sportarten an. Laut eigenen Angaben liegt die Anzahl der weltweit angemeldeten Kunden bei 20 Millionen.

## Geschichte

Marke bwin

bwin wurde im Dezember 1997 gegründet. Im August 2001 wurde die Firma SKP Piribauer Sportwetten GmbH, die bis dato mehrere Wettterminals in Österreich (hauptsächlich in Gastronomiebetrieben und Tankstellen) betrieb, zu 100 % übernommen. Durch den Kauf von SKP erwarb bwin auch eine Hard- und Software, die einen schnellen Einstieg in den Internet-Direktvertrieb öffnete.
Seit dem Jahr 2002 ist die bwin Interactive Entertainment AG mit 50 % atypisch-stiller Gesellschafter der im Bundesland Sachsen zugelassenen betandwin e. K. mit Sitz in Neugersdorf, Deutschland.
Im Jahr 2006 übernahm bwin die schwedische Firma Ongame e-solutions AB und baute dadurch den Bereich der Online-Pokerspiele aus. Dazu wurden durch einen Aktiensplit bzw. an der Börse fast 600 Mio. Euro neues Kapital gezeichnet, und der Aktienkauf der Ongame-Aktien damit finanziert.
Am 13. Oktober 2006 unterzeichnete George W. Bush ein Gesetz, den sogenannten Unlawful Internet Gambling Enforcement Act (UIGEA, Abschnitt VIII des SAFE PORT Act), der die Überweisung von einem Finanzinstitut an ein Internet-Glücksspielunternehmen untersagt, wobei fantasy sport, Online-Lotterien sowie Pferde- und Hunderennen davon ausgenommen wurden. Allerdings hatte es schon Anfang April 2006 zum H.R. 4777 zum Verbot ungesetzlicher Wetten eine im Internet nachlesbare Anhörung des Repräsentantenhauses gegeben, und in der amerikanischen Presse, u. a. der New York Times, wurde kurze Zeit später darauf hingewiesen, dass es im Sommer 2006 als Teil der „American Value Agenda“ eine Abstimmung darüber geben werde. Insofern war spätestens ab 5. April 2006 zu erwarten, dass diese Frage substantiell für den weiteren Geschäftsverlauf von ongames und bwin sein würde. Im Ergebnis wies die Bilanz von bwin für das Jahr 2006 ein Defizit von mehr als 500 Millionen Euro auf. In der Öffentlichkeit wurden in diesem Zusammenhang sehr hoch erscheinende Vorstandsgehälter kritisiert. Dabei bezog man sich darauf, dass die beiden Vorstände von bwin in diesem Zeitraum Aktienoptionen wahrnahmen, die Manfred Bodner am 7. März 2006 netto 13 Millionen Euro und Norbert Teufelberger am gleichen Tag 8,2 Millionen Euro einbrachten. Ebenfalls wurde kritisiert, dass beide Geschäftsführer eine Woche später erneut jeweils 650.000 Aktien zum Stückpreis von 2 Euro erhielten, die zum damaligen Kurs einem Wert von jeweils 65 Millionen Euro entsprachen (vgl. Eigengeschäfte von Führungskräften). Kritisch hinterfragt wurde auch, ob der Entwurf des HR 4777, der vom Republikaner Bob Goodlatte am 16. Februar 2006 dem Justizausschuss zugeleitet worden war, nicht den CEOs von bwin, Teufelberger und Bodner zum Zeitpunkt ihrer Aktienverkäufe bereits bekannt war, und warum dieser Umstand im Sinne eines erheblichen Geschäftsrisikos weder in den Quartalsberichten noch im Rahmen einer Ad-hoc-Mitteilung erwähnt wurde. Seit dem 12. Mai 2006 und damit weit vor der Verabschiedung des UIGEA, fiel der Aktienkurs von seinem Hoch von 104 Euro immer weiter zu neuen Tiefpunkten, obwohl erst im Oktober 2006 das Aus für die Pokerangebote in den USA beschlossen wurde.
Am 1. August 2006 wurde die neue Marke bwin eingeführt.
Am 15. September 2006 wurden die beiden Vorstände Norbert Teufelberger und Manfred Bodner überraschend auf einer Pressekonferenz in Monaco wegen Vergehen gegen das französische Glücksspielgesetz verhaftet. Nach einer Befragung durch einen Untersuchungsrichter erfolgte am Abend des 18. September 2006 gegen eine Kaution die Entlassung aus der Haft. Ein Verfahren wurde laut bwin nicht eingeleitet. Für ihre schnelle Haftentlassung wurde auch von österreichischen (Ex-)Politikern, darunter die damalige Justizministerin Karin Gastinger, in Frankreich interveniert. Gastinger soll dafür nach dem Ende ihrer politischen Karriere einen Beratervertrag vom Unternehmen erhalten haben. Gegen Teufelberger und Bodner wurde 2013 in dieser Sache ein Verfahren in Frankreich eingeleitet. Beide Angeklagten erschienen nicht zum Verhandlungstermin in Nanterre am 19. September 2013. Die zuständige Richterin vertagte das Verfahren auf den 3. April 2014.
Seit der Saison 2007/08 ist bwin als Sponsor im Fußball engagiert, so z. B. als Trikotsponsor von Real Madrid und AC Mailand. Der Vertrag mit dem Team lief zunächst drei Jahre, bevor er bis einschließlich 2012/2013 verlängert wurde. Von 2010 bis 2013 erwarb bwin zudem die Namensrechte am Portugiesischen Ligapokal.
Am 7. September 2009 bestätigte der Vorstand der bwin Interactive Entertainment AG Übernahmeverhandlungen mit Gioco Digitale S.p.A. zu führen, um 100 % an der Gioco Digitale zu erwerben.
bwin und Party Gaming vollendeten am 31. März 2011 den am 26. August 2010 angekündigten Zusammenschluss beider Unternehmen. Die Marken blieben weitestgehend bestehen und werden von unterschiedlichen Tochterunternehmen der entstandenen Holding bwin.party digital entertainment fortgeführt. Die Marke bwin wird von der in Gibraltar ansässigen ElectraWorks Limited betrieben.
Anfang des Jahres 2012 hatte die Belgian Gaming Commission (BGC) bwin.party neben anderen Anbietern auf eine Schwarze Liste gesetzt, die von den vier größten Internet Providern des Landes blockiert werden musste.
Eine diesbezügliche Klage von bwin.party gegen die Kommission wurde im Juni 2012 abgewiesen. Im November 2012 wurde der nunmehrige bwin.party CEO Norbert Teufelberger in Belgien während einer Konferenz verhaftet, weil das Unternehmen trotz Verbots seine Glücksspiele weiterhin unter anderen Internetadressen belgischen Kunden angebot. Um eine Lizenz für Belgien zu erhalten, ging bwin.party Mitte Dezember 2012 eine Partnerschaft mit den Belcasinos, einer Tochtergesellschaft der Partouche Group, ein. Das Strafverfahren gegen Teufelberger wurde eingestellt.

## Sonderstellung in Deutschland
Das deutsche Sportwettenportal bwin.de wurde bis zum 24. August 2009 unter der Firma betandwin e. K. (ab August 2006: bwin e.K.) als Einzelunternehmen von Steffen Pfennigwerth mit einer stillen Beteiligung der bwin Interactive Entertainment AG betrieben. Pfennigwerth hatte am 11. April 1990 aufgrund des Gewerbegesetzes (GewG) der DDR vom 6. März 1990 eine Erlaubnis vom Gewerbeamt Löbau erhalten, ab 1. Mai 1990 in Neugersdorf ein Wettbüro für Sportwetten zu eröffnen. 
Nach einem Urteil des Bundesverfassungsgerichts vom 28. März 2006 war das staatliche Monopol für Sportwetten in seiner damaligen Form mit dem Grundgesetz nicht vereinbar, und die entsprechenden Gesetze und Verordnungen waren zum 31. Dezember 2007 neu zu fassen. Für zulässig wurde die Aufrechterhaltung des Monopols für Sportwetten nur unter der Voraussetzung erklärt, dass es konsequent an der Bekämpfung von Suchtgefahren ausgerichtet ist und keinen fiskalischen Interessen des Staates dient. Da nach Ansicht der Richter das damalige Angebot von Oddset sich nicht ausreichend an diesem Ziel orientiere, wurden für Oddset strenge Vorgaben hinsichtlich der Werbung, seiner Angebote und des Jugend- bzw. Spielerschutzes bis zu einer gesetzlichen Neuregelung gemacht. 
Gleichzeitig hat das Bundesverfassungsgericht entschieden, dass die Ordnungsbehörden bis zu einer gesetzlichen Neuregelung auf der Grundlage des geltenden Glücksspielrechts gegen alle illegalen Glücksspielanbieter vorgehen und deren Tätigkeit untersagen können. Betroffen hiervon war – jedenfalls hinsichtlich von Wettangeboten an Bewohner der alten Bundesländer – auch bwin, weil die in der DDR erteilte Konzession nach Auffassung des Bundesverwaltungsgerichts allenfalls für die neuen Bundesländer galt.
bwin hielt den Entscheidungen der deutschen Gerichte entgegen, dass die Vermittlung von Sportwetten an in der EU konzessionierte Buchmacher nach geltendem EU-Recht und der Rechtsprechung des EuGH (Lindman, Gambelli und demnächst auch Placanica) zulässig sei, also keineswegs als „illegal“ bezeichnet werden könne. Hieraus folge nach Ansicht von bwin, dass der Staat bei einem Vorgehen gegen EU-Buchmacher und ihre Agenten in Deutschland Gefahr laufe, sich im Rahmen der Staatshaftung schadensersatzpflichtig zu machen, weil das EU-Recht Vorrang vor deutschem Recht hat. Dem steht jedoch die Aussage des Bundesverfassungsgerichts entgegen, das sich in seinem Urteil auch zur gemeinschaftsrechtlichen Komponente geäußert hat. Demnach laufen die Anforderungen des deutschen Verfassungsrechts parallel zu den vom Europäischen Gerichtshof formulierten Vorgaben. Nach dessen Rechtsprechung ist die Unterbindung der Vermittlung in andere Mitgliedstaaten mit dem Gemeinschaftsrecht nur dann vereinbar, wenn ein Staatsmonopol tatsächlich dem Ziel dient, die Gelegenheiten zum Spiel zu vermindern, und die Finanzierung sozialer Aktivitäten mit Hilfe einer Abgabe auf die Einnahmen aus genehmigten Spielen nur eine nützliche Nebenfolge, nicht aber der eigentliche Grund der betriebenen restriktiven Politik ist. Die Vorgaben des Gemeinschaftsrechts entsprechen damit nach Ansicht des Bundesverfassungsgerichts denen des Grundgesetzes.
Die EU-Kommission hat Anfang April 2006 u. a. gegen Deutschland ein Vertragsverletzungsverfahren eingeleitet, in dem die widersprüchliche und uneinheitliche Behandlung von Sportwetten und Lotterien und sonstigen Formen des Glücksspiels erläutert werden soll.
Am 10. August 2006 entzog der Freistaat Sachsen bwin die Konzession. Das Unternehmen kündigte jedoch von vornherein an, gegen diese Entscheidung sämtliche Rechtsmittel einlegen zu wollen, verbunden mit Schadenersatzforderungen in Höhe von maximal 500 Mio. Euro. Am 13. Dezember 2007 bestätigte das Oberverwaltungsgericht (OVG) Bautzen die Gültigkeit der 1990 in der DDR erteilten Lizenz. bwin e.K. darf demnach nach der bis zum 31. Dezember 2007 geltenden Rechtslage in Sachsen Sportwetten auch über das Internet anbieten und bundesweit bewerben. Auflage des OVG ist, die Angebote mit einem entsprechenden Hinweis zu versehen, dass Personen, die sich in den alten Bundesländern aufhalten, nicht nutzen dürfen.
Am 31. Januar 2008 eröffnete die EU-Kommission gegen die Bundesrepublik Deutschland ein Vertragsverletzungsverfahren wegen des am 1. Januar 2008 in Kraft getretenen Glücksspielstaatsvertrag der Länder, da dieser im Widerspruch zur europäischen Niederlassungs- und Dienstleistungsfreiheit stehe.
Das Bundesverfassungsgericht bestätigte mit Beschluss vom 14. Oktober 2008 die Verfassungsmäßigkeit des in Deutschland nach dem Glücksspielstaatsvertrag geltenden Internetverbots für Sportwetten und -werbung.
Am 22. Juli 2009 bestätigte der Bayerische Verwaltungsgerichtshof Untersagungsbescheide der Regierung von Mittelfranken, die bwin verbieten, über das Internet in Bayern Sportwetten anzubieten oder für diese zu werben. Daraufhin stellte bwin e. K. am 25. August 2009 sein Sportwettenangebot ein. Die internationale Webseite www.bwin.com, die von einem gibraltarischen bwin-Unternehmen betrieben wird, ist in Deutschland noch erreichbar. Dabei darf sich der Spieler bei einer Teilnahme aber laut AGB von bwin.com nicht in den Bundesländern Sachsen, Baden-Württemberg oder Hessen aufhalten.
Mit einem Urteil vom 8. September 2009 entschied der Europäische Gerichtshof im portugiesischen Verfahren Liga Portugesa gegen bwin und erklärte Internetverbote von Sportwetten für europarechtskonform. Am 4. März 2010 veröffentlichten die Generalanwälte beim Europäischen Gerichtshof ihre Schlussanträge in den deutschen Verfahren. Sie sahen darin den Glücksspielstaatsvertrag als europarechtskonform an.